# Paula Beer
Pour les articles homonymes, voir Beer.
Paula Beer, née le 1er février 1995 à Mayence, est une actrice allemande.

## Biographie
Fille unique d'un couple d’artistes, elle fréquente une école Montessori, apprend à jouer du piano à six ans, puis s'arrête et entre dans une classe de théâtre à l'âge de huit ans. Elle enrichit son expérience du théâtre et de la danse dès l'âge de douze ans en faisant partie de la troupe des jeunes du Friedrichstadt-Palast de Berlin, pendant quatre ans.
Adolescente, elle se fait connaître dans le milieu du cinéma en interprétant le rôle principal dans Poll de Chris Kraus, film sorti en 2010 et grâce auquel elle obtient le prix du meilleur espoir féminin aux Bayerischer Filmpreis (prix du film bavarois).
Les publics français, belge et suisse, ainsi que la presse internationale, la découvrent en 2016 dans le film Frantz de François Ozon, où elle incarne Anna, la fiancée de Frantz, rôle qui lui vaut le prix Marcello-Mastroianni du Meilleur Espoir à la 73e édition du festival international du film de Venise.
En 2018, elle triomphe dans Bad Banks, série télévisée germano-luxembourgeoise de Christian Schwochow, dont la deuxième saison sort en 2020.
En 2020 également, elle décroche l'Ours d'argent de la meilleure actrice à la Berlinale 2020, pour son rôle dans le film Ondine de Christian Petzold.

## Filmographie

### Cinéma

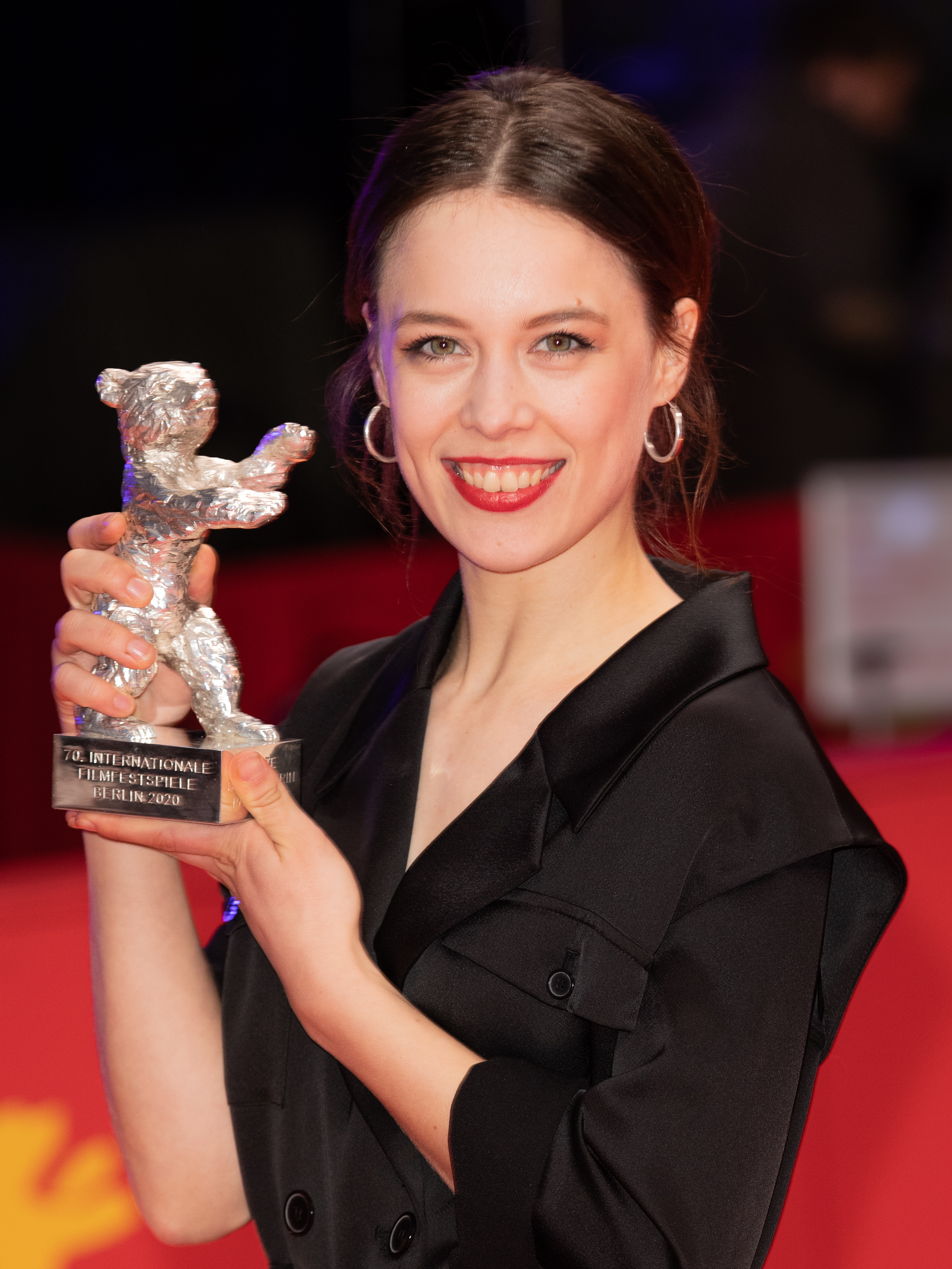
Paula Beer en 2020 et son Ours d'argent de la Berlinale 2020 pour Ondine.

- 2010 : Poll de Chris Kraus : Oda von Siering
- 2012 : Ludwig II. de Peter Sehr et Marie Noëlle : Sophie de Bavière
- 2013 : Der Geschmack von Apfelkernen (de) : Rosmarie
- 2014 : The Dark Valley (Das finstere Tal) d'Andreas Prochaska : Luzi
- 2015 : Vier Könige de Theresa von Heltz : Alex
- 2016 : Frantz de François Ozon : Anna
- 2018 : Transit de Christian Petzold : Marie
- 2018 : L'Œuvre sans auteur (Werk ohne Autor) de Florian Henckel von Donnersmack : Ellie
- 2019 : Le Chant du loup d'Antonin Baudry : Diane
- 2020 : Ondine (Undine) de Christian Petzold : Ondine
- 2023 : Le Ciel rouge (Roter Himmel) de Christian Petzold : Nadja
- 2024 : Stella, une vie allemande (Stella. A Life) de Kilian Riedhof : Stella Goldschlag
- 2025 : Miroirs no 3 de Christian Petzold : Laura

### Télévision

#### Séries télévisées
- 2015 : Pampa Blues de Kai Wessel : Lena
- 2018 - 2020 : Bad Banks : Jana Liekam[3]

## Distinctions

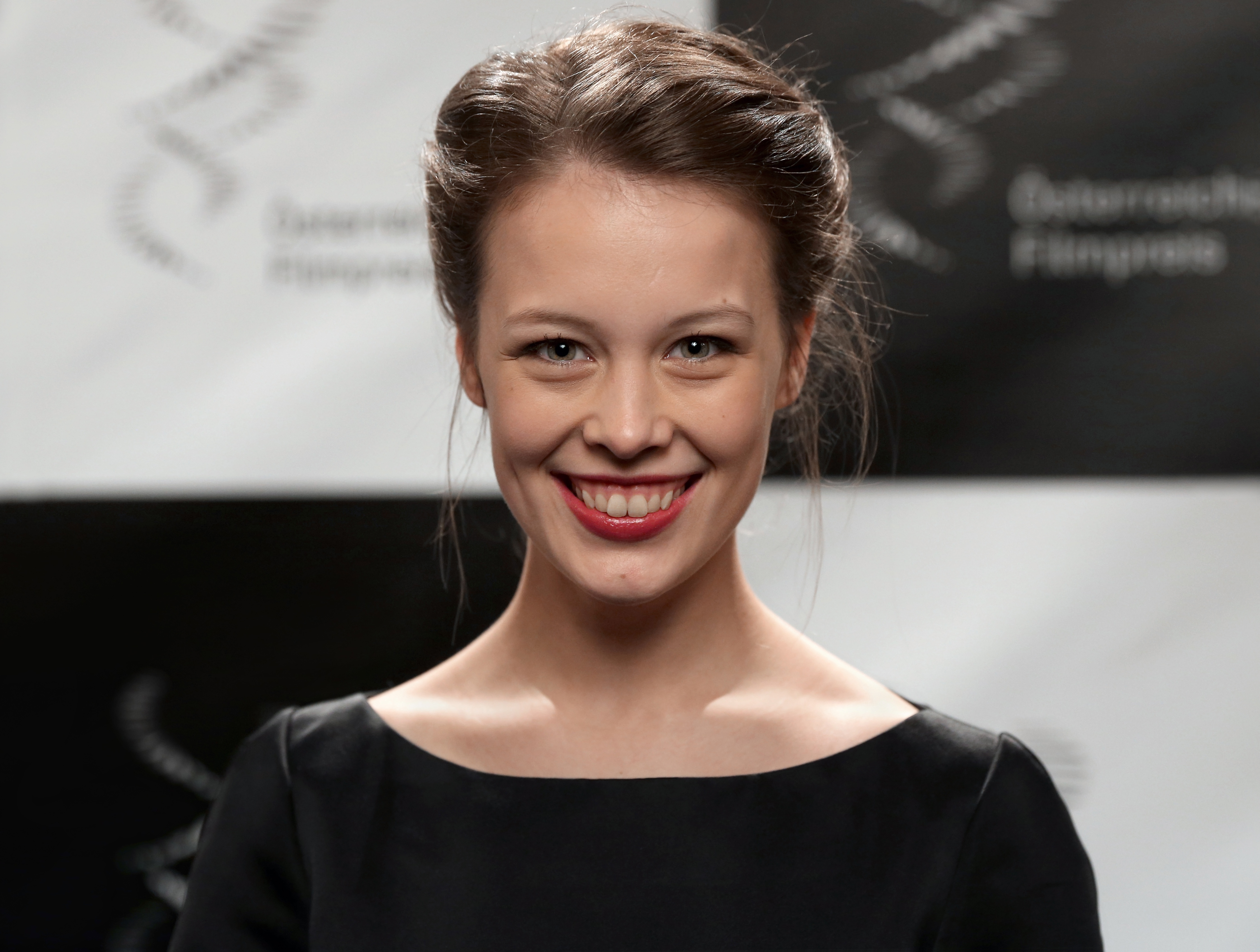
Paula Beer en 2015 à la cérémonie du prix du film autrichien.

- 2010 : Bayerischer Filmpreis du meilleur espoir féminin pour Poll
- 2016 : prix Marcello-Mastroianni du meilleur espoir pour Frantz
- Berlinale 2020 : Ours d'argent de la meilleure actrice pour Ondine (Undine)[4]
- Prix du cinéma européen 2020 : meilleure actrice pour Ondine[5]